# Mihăiță Szekely
Mihaiță Gabriel Szekely (n. 8 septembrie 1972, Vatra Dornei) este un fost jucător român de fotbal care a jucat pe postul de mijlocaș.

## Activitate
În decursul carierei Mihaiță Szekely a făcut parte din loturile următoarelor echipe:
- Foresta Suceava (1996-1998)
- Format:Steaua București (1998-1999)
- CSM Reșița (1999-2000)
- Gyori ETO (2000-2002)
- CFR Cluj (2002-2003)

El a marcat și uimitorul gol din 1998 în Champions League împotriva celor de la Panathinaikos în minutul 75 golul de 2-2, dupa ce Steaua era condusă cu 1-2.
Mișu a evoluat și pentru CFR Cluj. 
În perioada 2015-2016 a antrenat echipa Bucovina Pojorâta, liga a doua.
Actualmente, antrenează grupe de copii în cadrul grupului sportiv CSM Dorna Vatra Dornei.